# القائد نعمان
القائد نعمان كان قائدًا لجيوش بن هدد الثاني، ملك آرام دمشق، في زمن يهورام ملك إسرائيل.
بحسب الكتاب المقدس، كان نعمان قائدًا لجيش سوريا. لقد كان قائدًا جيدًا وكان يحظى بالحظوة بسبب النصر الذي جلبه له الله. ومع ذلك كان نعمان أبرص.
كان لزوجة نعمان خادمة من إسرائيل قالت إن نبيًا هناك سيكون قادرًا على شفاءه. أخبر نعمان سيده بذلك وأُرسل إلى إسرائيل برسالة إلى الملك. لم يعرف ملك إسرائيل ماذا يفعل، إلا أن إليشع أرسل رسالة إلى الملك، ينصحه الملك بأن يطلب من نعمان أن يأتي لرؤيته. ثم قال أليشع لنعمان أن يذهب ليغتسل في نهر الأردن سبع مرات فيطهر. فغضب نعمان وأراد أن يغادر، لكن خادمه طلب منه أن يجرب فشُفي. رأى جيحزي، خادم أليشع، أن نعمان قد رُفض عن تقديم قرابين لله، فركض وراءه وطلب كذبًا ملابس وفضة للزوار. ووقع برص نعمان في جيحزي فيبقى في نسله.

## تاناخ
ذكر نعمان في سفر الملوك الثاني اصحاح 5 من تناخ في العبرية كـ " од не на правин за чан за да па не по за за панд " أو " نعمان قائد جيش ملك آرام ".
الجذام، هو المرض كما هو معروف اليوم لم يأت إلى إسرائيل القديمة حتى عاد الإسكندر الأكبر من عهده 327 إلى 325 قبل الميلاد رحلة استكشافية إلى الهند. عندما تخبرها الجارية العبرية التي تنتظر زوجته عن نبي يهودي في السامرة يمكنه شفاء سيدها، يحصل على رسالة من الملك بن هدد من آرام إلى الملك يهورام ملك إسرائيل حيث يطلب بن هدد من يورام أن يرتب لشفاء موضوعه نعمان. نعمان يتابع الرسالة إلى الملك يورام. يشك ملك إسرائيل في هذا – بالنسبة له – المستحيل أن يطلب ذريعة من سوريا لبدء الحرب ضده فيما بعد، فيمزق ملابسه.
عندما سمع النبي إليشع بهذا الأمر، أرسل في طلب القائد نعمان. ولكن بدلاً من استقبال نعمان شخصيًا عندما يصل الأخير إلى بيت إليشع، يرسل أليشع رسولًا إلى الباب يخبر نعمان أن يشفي مرضه عن طريق غمس نفسه سبع مرات في نهر الأردن. نعمان، رجل ذو إيمان وثني لا يعرف المزورا اليهودية، كان يتوقع أن يخرج النبي بنفسه إليه ويقوم بنوع من السحر المثير للإعجاب السحر الطقسي؛ يرفض بغضب ويستعد للعودة إلى المنزل دون شفاء. فقط بعد أن اقترح عبيد نعمان على سيدهم أنه ليس لديه ما يخسره إذا جربها على الأقل لأن المهمة بسيطة وسهلة، يستحم في نهر الأردن باعتباره مكفيه حسب التعليمات ويجد نفسه قد شفي.(المكفيه هو حمام يستخدم في غمر طقسي في اليهودية).
يعود نعمان إلى إليشع حاملاً معه هدايا سخية، وهو ما يرفضه إليشع رفضًا قاطعًا. كما ينكر نعمان إلهه السابق رمون بعد شفائه على يد أليشع - ويعترف بإله إسرائيل وحده. ومع ذلك، فهو يطلب أن يُعطى له تراب المذبح ليعود به إلى بيته وأن يعفو عنه إله إسرائيل عندما يدخل معبد ريمون كجزء من التزاماته تجاه ملك سوريا.

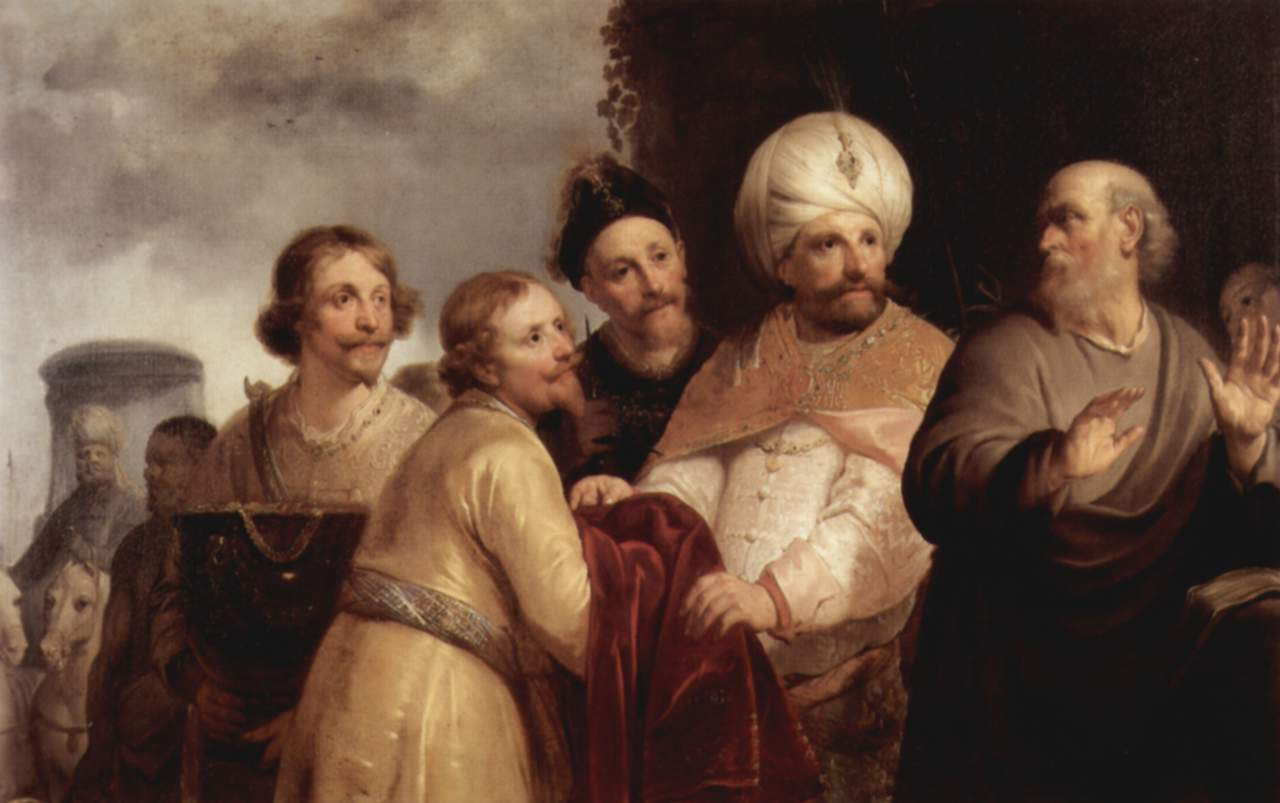
إليشع يرفض هدايا نعمان، بريشة بيتر دي غريبر

## الأدب الحاخامي
وفقًا للتعاليم الحاخامية، كان نعمان هو الرامي الذي سحب قوسه في مغامرة وأصاب أخآب، ملك إسرائيل، بجروح قاتلة. يُلمح إلى هذا الحدث في عبارة "لأن الرب به أعطى خلاصًا لسوريا" (2 ملوك 5:1)، ولذلك كان الملك السوري، سيد نعمان، بن هدد.< المرجع>مدراش شوهر طوف إلى المزامير60؛ آراما، الفصل 61 مثل نعمان على أنه متعجرف ومتغطرس، مما أدى إلى إصابته بالجذام. لكن تنهوما يقول أن نعمان أصيب بالجذام لأنه اتخذ فتاة إسرائيلية وجعلها جارية زوجته. يُفهم نعمان على أنه موآب في التعبير "موآب هو مغسلتي" (المزامير 60:10)، والتي يعتبر الحاخامات إشارة إلى استحمام نعمان في نهر الأردن؛ إن تسمية "موآب" هي تلاعب بكلمة "أبي"، والتي خاطب بها عبيده نعمان في 2 Kings 5:13. كان نعمان "جير توشاف"، أي أنه لم يكن مرتدًا مثاليًا، حيث قبل فقط بعض الوصايا. ومع ذلك، فإن مخيلتا تضع تحول نعمان فوق تحويل يثرو.
بما أن الهدف من رواية مرض نعمان واستعادته للصحة، على ما يبدو، هو تشكيل حلقة في سلسلة طويلة من المعجزات التي قام بها أليشع، فإن منقح سفر الملوك الثاني لم يهتم بالإشارة إلى الوقت الذي حدث فيه هذا الحدث. يبدو أن التقليد الحاخامي القائل بأن نعمان هو الرامي الذي أصاب أخآب بجروح قاتلة قد تبناه يوسيفوس. إذا كان التقليد صحيحا، فإن الملك السوري الذي خدمه نعمان يجب أن يكون بنهدد الثاني؛ ولكن بما أن الفترة الفاصلة بين موت أخآب وشفاء برص نعمان غير معروفة، فمن المستحيل تحديد هوية ملك إسرائيل الذي أُرسل إليه نعمان برسالة. يعتقد إيوالد أن الملك المشار إليه هو يهوآحاز، "جيش". ثالثا. 552 وما يليها.</ref> بينما يقترح شنكل أنه ياهو لكن الرأي العام هو أنه كان يهورام.
إن طلب نعمان السماح له بحمل بغلين من تراب إسرائيل بغرض إقامة مذبح عليها لتقديم الذبائح ليهوه، يعكس اعتقاد تلك الأيام بأنه لا يمكن عبادة إله كل أرض إلا على أرضه. . كلوسترمان، أثناء إمداده بالمخطوطة الإسكندرانية، بكلمة "يسرائيل"، يربط هذا المقطع برحيل نعمان مع أحمال التربة، ويجعل المقطع "ويلز ماتو كبر مار يسرائيل" على النحو التالي: "وحمل منه حوالي كور من أرض إسرائيل".

## العهد الجديد
ذكر نعمان أيضًا في لوقا 4 من العهد الجديد، في اليونانية باسم "Ναιμὰν ὁ Σύρος". " أو "نعمان السرياني" أي الأبرص.
«وكان أيضًا كثير من البرص في إسرائيل في زمن النبي أليشع، ولم يطهر أحد منهم إلا نعمان السرياني.'» – يسوع المسيح، لوقا 4:27
اللاهوت المسيحي يصور نعمان كمثال لإرادة الله في خلاص الناس الذين يعتبرهم الناس أقل تقوى ولا يستحقون الخلاص.
الترجمة السبعينية، العهد القديم اليوناني، يستخدم كلمة "عمد" للدلالة على الغمس الذي يشفي نعمان الوثني من مرض جلدي يسمى "تزارات". تتم المعمودية الجديدة في نهر الأردن حيث عمد يسوع الناصري، الذي يطلق عليه أتباعه أيضًا المسيح، بعد عدة قرون.

## أنظر أيضاً
- نعمة (توضيح)
- النعمان